# Catedral de Nuestra Señora del Perpetuo Socorro (Niamey)
La Catedral de Nuestra Señora del Perpetuo Socorro o simplemente Catedral de Niamey (en Francés: Cathédrale Notre-Dame du Perpétuel Secours de Niamey) es el nombre que recibe un edificio religioso de la Iglesia Católica que se encuentra en la localidad de Niamey, la capital del país africano de Níger.
El templo  empezó como una iglesia parroquial en 1931, en mayo de 1948 adopta su nombre actual del Perpetuo Socorro. Sigue el rito romano o latino y funciona como la sede de la arquidiócesis de Niamey (Archidioecesis Niameyensis) que fue creada en 2007 por el Papa Benedicto XVI mediante la bula "Cum Ecclesia Catholica".
En enero de 2015 se desplegó un importante dispositivo de seguridad en la catedral después de que varias iglesias fueran atacadas por radicales musulmanes como consecuencias de la publicaciones de la revista satírica Charlie Hebdo.